# Danh sách trận chung kết Giải vô địch bóng đá châu Âu
Giải vô địch bóng đá châu Âu là một giải đấu bóng đá ra đời vào năm 1960. Giải đấu này quy tụ các đội tuyển quốc gia nam là thành viên thuộc Liên đoàn bóng đá châu Âu (UEFA), cơ quan quản lý môn thể thao vua ở châu Âu và được tổ chức 4 năm một lần.
Trận chung kết Giải vô địch châu Âu là trận đấu cuối cùng của giải, quyết định đội tuyển quốc gia nào sẽ trở thành nhà vô địch châu Âu. Đây là trận đấu một lượt với kết quả được định đoạt trong thời gian thi đấu quy định. Nếu hai đội hòa nhau, trận đấu sẽ bước vào hiệp phụ. Nếu tỉ số vẫn hòa sau hiệp phụ, loạt sút luân lưu sẽ xác định đội thắng cuộc, luật này đã được áp dụng từ năm 1976; trước đó, nếu trận chung kết có kết quả hòa sau hiệp phụ, trận đấu sẽ được tái đấu, như đã diễn ra trong trận chung kết năm 1968. Trong hiệp phụ, quy tắc bàn thắng vàng (đội ghi bàn đầu tiên sẽ thắng trận) được áp dụng vào năm 1996 và 2000, quy tắc bàn thắng bạc (đội có thể thắng trận nếu dẫn trước sau hiệp phụ đầu tiên) dự kiến được áp dụng vào năm 2004 nhưng cuối cùng không được thực hiện. Đội vô địch sẽ được trao một bản sao của chiếc cúp vô địch (bản gốc thuộc về UEFA), trong khi đội về nhì (và các đội thua ở bán kết) sẽ nhận được một tấm bảng kỷ niệm. Huy chương chương vàng và bạc sẽ được trao lần lượt cho các cầu thủ của đội vô địch và đội á quân.
Tây Ban Nha là đội tuyển thành công nhất trong lịch sử giải đấu với bốn lần vô địch, theo sau là Đức với ba lần đăng quang. Pháp và Ý có hai lần nâng cúp, trong khi sáu đội tuyển khác bao gồm Liên Xô, Tiệp Khắc, Hà Lan, Đan Mạch, Hy Lạp và Bồ Đào Nha, mỗi đội đều đã một lần lên ngôi. Nam Tư, Bỉ và Anh đã từng lọt vào trận chung kết nhưng không giành được chiến thắng.
Đội chiến thắng trong trận chung kết đầu tiên được tổ chức tại Paris vào năm 1960 là Liên Xô, khi họ đánh bại Nam Tư với tỉ số 2–1 sau hiệp phụ. Trong trận chung kết gần đây nhất được tổ chức tại Berlin vào năm 2024, Tây Ban Nha đã đánh bại Anh với tỉ số 2–1.

## Lịch sử hình thành
Trận chung kết đầu tiên của giải vô địch bóng đá châu Âu (lúc bấy giờ được gọi là Cúp các quốc gia châu Âu) được tổ chức vào tháng 7 năm 1960 tại Paris giữa Liên Xô và Nam Tư. Milan Galić ghi bàn thắng mở tỉ số cho Nam Tư trước nửa hiệp nhưng Slava Metreveli ghi bàn gỡ hòa sau ở hiệp thứ hai, tỉ số hòa cho đến hết trận và đưa hai đội vào đá hiệp phụ. Khi hiệp phụ còn lại 7 phút, Viktor Vladimirovich Ponedelnik đem về thắng lợi cho Liên Xô với bàn ấn định tỉ số từ một cú đánh đầu. Nhà vô địch năm 1960 giành vé dự trận chung kết giải năm 1964 và đối mặt với đội chủ nhà Tây Ban Nha. Jesús María Pereda ghi bàn thắng mở điểm cho đội nhà, nhưng trận đấu bị đưa về thế quân bình chỉ sau 2 phút với bàn gỡ hòa của Galimzyan Salikhovich Khusainov. Gần 80.000 khán giả tại sân vận động Santiago Bernabéu tại Madrid đã hồi hộp chờ đợi đội tân vô địch cho đến khi 6 phút trước khi hết giờ, cú đánh đầu của cầu thủ Marcelino đã đem về thắng lợi cho người Tây Ban Nha.
Đội chủ nhà Ý đã chạm trán Nam Tư ở trận chung kết giải năm 1968 (ngày nay được đổi tên thành giải vô địch bóng dá châu Âu). Ý giành quyền thi đấu trận chung kết nhờ chiến thắng trong cuộc tung đồng xu ở trận bán kết hòa không bàn thắng với Liên Xô. Trận chung kết khép lại với tỉ số 1–1, buộc hai đội phải tiến hành tái đấu sau đó hai ngày. Lần này Ý là đội giành chiến thắng 2–0 với các bàn thắng của Luigi Riva và Pietro Anastasi ghi ở hiệp một. 4 năm sau, trận chung kết tổ chức ở Brussels chứng kiến một tỉ số kỷ lục kéo dài tới tận 44 năm về sau. Trong lần thứ 3 dự trận chung kết sau 4 giải đấu, Liên Xô đã phải nhận thất bại 3–0 trước Tây Đức bởi các bàn thắng của Gerd Müller và Herbert Wimmer. Đội đương kim vô địch đã tiến vào trận chung kết của giải năm 1976, nơi họ đối mặt với Tiệp Khắc. Bàn thắng gỡ hòa muộn của cầu thủ người Đức Bernd Hölzenbein biến tỉ số trận đấu thành 2–2, đưa hai đội vào đá hiệp phụ và sau cùng phải bước vào loạt sút luân lưu để phân định thắng thua. Sau 7 loạt đá thành công, Uli Hoeneß đá hỏng, còn Antonín Panenka của Tiệp Khắc tận dụng cơ hội ghi bàn và đem về chức vô địch cho người Tiệp Khắc. Cú bấm bóng "táo bạo" của Panenka được UEFA miêu tả "có lẽ là quả đá phạt đền nổi tiếng nhất mọi thời đại" đã đem về chiến thắng chung cuộc cho Tiệp Khắc với tỉ số 5–3 trên loạt đá luân lưu.
4 năm sau, trận chung kết trở về sân Stadio Olimpico, nơi tuyển Tây Đức trong lần thứ 3 dự trận chung kết liên tiếp, phải đối đầu với tuyển Bỉ. Horst Hrubesch ghi bàn sớm ở hiệp một, trước khi René Vandereycken cân bằng tỉ số cho tuyển Bỉ bằng một cú đá phạt đền ở hiệp hai. Khi trận đấu còn hai phút, Hrubesch đưa Tây Đức vượt lên dẫn trước từ một quả đá phạt góc của Karl-Heinz Rummenigge, đem về chiếc cúp bạc thứ hai cho người Tây Đức. Trận chung kết năm 1984 tại Paris có sự góp mặt của đội chủ nhà Pháp chạm trán nhà cựu vô địch năm 1964 Tây Ban Nha. Hai bàn thắng ở hiệp hai, mỗi bàn do Michel Platini và Bruno Bellone lập công đã đem về thắng lợi cho đội nhà; Platini kết thúc giải với 9 bàn thắng, là chân sút ghi nhiều bàn nhất ở các vòng chung kết tính đến nay. Hà Lan lọt vào trận chung kết lần đầu tiên ở giải đấu năm 1988 tổ chức tại Tây Đức, nơi họ chạm trán Liên Xô - đội có tới lần thứ 4 đá trận chung kết. Ruud Gullit ghi bàn ở hiệp một và Marco van Basten lập công nhân đôi tỉ số ở hiệp hai cho Hà Lan bằng một cú đá vô lê, được nhiều người miêu tả là "siêu phẩm", "tuyệt đẹp", và "bàn thắng đẹp nhất lịch sử giải đấu". Với chiến thắng chung cuộc 2–0, Hà Lan đã đoạt được danh hiệu "lớn" đầu tiên của họ.
Sau khi Nam Tư bị trục xuất khỏi giải vào năm 1992, Đan Mạch đã được mời tham dự thay thế và lọt vào trận chung kết để gặp đội bóng tới từ nước Đức mới thống nhất. Các bàn thắng của John Jensen và Kim Vilfort đã đem về chiến thắng 2–0 cho người Đan Mạch trong trận chung kết vô địch châu Âu lần đầu tiên và duy nhất của họ. Sân vận động Wembley là nơi đăng cai trận chung kết giải năm 1996, nơi Cộng hòa Séc và Đức buộc phải bước vào hiệp phụ sau bàn thắng của Oliver Bierhoff gỡ hòa cho tuyển Đức, dù Patrik Berger đã ghi bàn trên chấm phạt đền mở tỉ số cho Cộng hòa Séc. Khi trận đấu còn 5 phút là hết hiệp phụ, Bierhoff ghi bàn thắng thứ hai của anh và của tuyển Đức, đồng thời là bàn thắng vàng đầu tiên trong lịch sử giải đấu, đem về danh hiệu thứ ba cho người Đức với tỉ số 2–1. Giải đấu năm 2000 cũng định đoạt đội vô địch bằng bàn thắng vàng. Nhà vô địch thế giới năm 1998 là tuyển Pháp gặp Ý tại sân Feijnoord Stadion ở Hà Lan, cả hai quốc gia này đều có lần thứ hai dự trận chung kết. Bàn thắng ở hiệp hai của Marco Delvecchio giúp Ý vươn lên dẫn 1–0 cho đến phút bù giờ, khi Sylvain Wiltord ghi bàn gỡ hòa "kịch tính" để đưa trận đấu vào đá hiệp phú. Cú vô lê của David Trezeguet ở phút 13 trong thời gian đá hiệp phụ đã biến Pháp trở thành nhà vô địch châu Âu lẫn vô địch thế giới.
Theo lời của UEFA, giải đấu năm 2004 chứng kiến "một trong những cú sốc lớn nhất lịch sử giải đấu" khi Hy Lạp đả bại Bồ Đào Nha 1–0 trong trận chung kết. Mặc dù chưa từng giành chiến thắng một trận nào ở một "giải đấu lớn", bàn thắng ở hiệp hai của tiền đạo Angelos Charisteas đã làm nên "một trong những cuộc lật đổ lớn nhất trong lịch sử bóng đá". Đức đã giành quyền lọt vào trận chung kết thứ 6 vào năm 2008, đối thủ của họ là Tây Ban Nha tại giải đấu do Áo và Thụy Sĩ đồng đăng cai. Bàn thắng ở hiệp một của tiền đạo Fernando Torres là bàn thắng duy nhất của trận đấu, giúp Tây Ban Nha giành chiếc cúp vô địch châu Âu lần đầu tiên trong 44 năm. Trận chung kết giải năm 2012 chứng kiến nhà đương kim vô địch châu Âu và thế giới Tây Ban Nha đối đầu với Ý tại Kyiv. Hai bàn thắng ở hiệp một, một bàn do công của David Silva và một bàn ghi bở Jordi Alba đã giúp đội đương kim vô địch vươn lên dẫn 2–0 trước nửa hiệp. 15 phút sau khi hiệp hai bắt đầu, 4 phút sau khi được tung vào sân từ ghế dự bị, Thiago Motta phải nằm cáng rời sân làm cho Ý chỉ còn 10 cầu thủ trụ lại trong hiệp hai. Fernando Torres ghi bàn thứ ba, trở thành cầu thủ đầu tiên ghi bàn ở hai trận chung kết vô địch châu Âu, kế đó còn kiến tạo cho Juan Mata lập công ở phút bù giờ, trận chung kết khép lại với tỉ số 4–0. Chiến thắng thứ ba trong trận chung kết của Tây Ban Nha đã đưa họ cùng tuyển Đức thành hai đội bóng thành công nhất lịch sử giải đấu, bên cạnh đó họ còn trở thành đội đầu tiên bảo vệ thành công danh hiệu vô địch châu Âu. Bồ Đào Nha trở thành đội bóng thứ 10 giành chức vô địch châu Âu vào năm 2016, khi họ đánh bại chủ nhà Pháp 1–0 trong trận chung kết tại Stade de France ở Saint-Denis; trận đấu hòa không bàn thắng sau 90 phút thi đấu chính thức, để rồi Éder ghi bàn thắng quyết định vào phút thứ 4 của hiệp phụ thứ hai.
Tại Giải vô địch bóng đá châu Âu 2020, được tổ chức vào năm 2021 do đại dịch COVID-19 tại châu Âu, Ý đã giành chức vô địch lần thứ hai sau khi đánh bại đội lần đầu vào chung kết là Anh trên chấm luân lưu. Anh tiếp tục tham dự trận chung kết Giải vô địch bóng đá châu Âu 2024, được tổ chức tại sân vận động Olympic ở Berlin. Tại đây, Tây Ban Nha, với ba lần lên ngôi trước đó, đã giành chiến thắng 2–1 nhờ bàn mở tỉ số của Nico Williams vào đầu hiệp hai và bàn thắng quyết định ở phút 86 của Mikel Oyarzabal, mặc dù Cole Palmer đã gỡ hòa cho Anh. Với chiến thắng này, Tây Ban Nha đã giành được chức vô địch châu Âu lần thứ tư kỷ lục và là danh hiệu thứ ba của họ kể từ năm 2008.

## Danh sách trận chung kết
| dagger | Trận đấu kết thúc sau thời gian hiệp phụ |
| ‡      | Trận đấu kết thúc sau loạt sút luân lưu  |
| &      | Trận đấu phải tiến hành tái đấu          |
| §      | Trận đấu kết thúc bởi một bàn thắng vàng |

- Cột "Năm" chỉ năm tổ chức giải vô địch châu Âu, đính kèm liên kết tới bài viết nói về giải đấu ấy.
- Các liên kết ở cột "Đội vô địch" và "Đội á quân" chỉ bài viết nói về đội tuyển bóng đá quốc gia, chứ không phải bài viết nói về quốc gia ấy.

| Năm  | Đội vô địch | Tỉ số | Đội á quân   | Nơi tổ chức                                | Địa điểm              | Lượng khán giả | Chú thích     |
| ---- | ----------- | ----- | ------------ | ------------------------------------------ | --------------------- | -------------- | ------------- |
| 1960 | Liên Xô     | 2–1   | Nam Tư       | Sân vận động Công viên các Hoàng tử        | Paris, Pháp           | 17.966         | [ 29 ] [ 30 ] |
| 1964 | Tây Ban Nha | 2–1   | Liên Xô      | Sân vận động Santiago Bernabéu             | Madrid, Tây Ban Nha   | 79.115         | [ 31 ] [ 32 ] |
| 1968 | Ý           | 2–0 & | Nam Tư       | Sân vận động Olimpico                      | Roma, Ý               | 32.886         | [ 34 ] [ 35 ] |
| 1972 | Tây Đức     | 3–0   | Liên Xô      | Sân vận động Heysel                        | Bruxelles, Bỉ         | 43.066         | [ 36 ] [ 37 ] |
| 1976 | Tiệp Khắc   | 2–2 ‡ | Tây Đức      | Sân vận động FK Crvena Zvezda              | Belgrade, Nam Tư      | 30.790         | [ 39 ] [ 40 ] |
| 1980 | Tây Đức     | 2–1   | Bỉ           | Sân vận động Olimpico                      | Roma, Ý               | 47.860         | [ 41 ] [ 42 ] |
| 1984 | Pháp        | 2–0   | Tây Ban Nha  | Sân vận động Công viên các Hoàng tử        | Paris, Pháp           | 47.368         | [ 43 ] [ 44 ] |
| 1988 | Hà Lan      | 2–0   | Liên Xô      | Sân vận động Olympic                       | München, Tây Đức      | 62.770         | [ 45 ] [ 46 ] |
| 1992 | Đan Mạch    | 2–0   | Đức          | Ullevi                                     | Gothenburg, Thụy Điển | 37.800         | [ 47 ] [ 48 ] |
| 1996 | Đức         | 2–1 § | Cộng hòa Séc | Sân vận động Wembley                       | Luân Đôn, Anh         | 73.611         | [ 50 ] [ 51 ] |
| 2000 | Pháp        | 2–1 § | Ý            | Sân vận động Feijenoord                    | Rotterdam, Hà Lan     | 50.000         | [ 53 ] [ 54 ] |
| 2004 | Hy Lạp      | 1–0   | Bồ Đào Nha   | Sân vận động Ánh sáng                      | Lisbon, Bồ Đào Nha    | 62.865         | [ 55 ] [ 56 ] |
| 2008 | Tây Ban Nha | 1–0   | Đức          | Sân vận động Ernst Happel                  | Vienna, Áo            | 51.428         | [ 57 ] [ 58 ] |
| 2012 | Tây Ban Nha | 4–0   | Ý            | Khu liên hợp thể thao quốc gia Olimpiyskiy | Kiev, Ukraina         | 63.170         | [ 59 ] [ 60 ] |
| 2016 | Bồ Đào Nha  | 1–0   | Pháp         | Stade de France                            | Saint-Denis, Pháp     | 75.868         | [ 61 ] [ 62 ] |
| 2020 | Ý           | 1–1 ‡ | Anh          | Sân vận động Wembley                       | Luân Đôn, Anh         | 67.173         | [ 63 ] [ 64 ] |
| 2024 | Tây Ban Nha | 2–1   | Anh          | Sân vận động Olympic                       | Berlin, Đức           | 65.600         | [ 27 ]        |

## Thành tích theo quốc gia

Bản đồ các đội vô địch

| Tuyển quốc gia | Số lần vô địch | Số lần á quân | Tổng số trận chung kết | Năm vô địch            | Năm á quân       |
| -------------- | -------------- | ------------- | ---------------------- | ---------------------- | ---------------- |
| Tây Ban Nha    | 4              | 1             | 5                      | 1964, 2008, 2012, 2024 | 1984             |
| Đức            | 3              | 3             | 6                      | 1972, 1980, 1996       | 1976, 1992, 2008 |
| Ý              | 2              | 2             | 4                      | 1968, 2020             | 2000, 2012       |
| Pháp           | 2              | 1             | 3                      | 1984, 2000             | 2016             |
| Nga            | 1              | 3             | 4                      | 1960                   | 1964, 1972, 1988 |
| Cộng hòa Séc   | 1              | 1             | 2                      | 1976                   | 1996             |
| Bồ Đào Nha     | 1              | 1             | 2                      | 2016                   | 2004             |
| Hà Lan         | 1              | 0             | 1                      | 1988                   | –                |
| Đan Mạch       | 1              | 0             | 1                      | 1992                   | –                |
| Hy Lạp         | 1              | 0             | 1                      | 2004                   | –                |
| Serbia         | 0              | 2             | 2                      | –                      | 1960, 1968       |
| Anh            | 0              | 2             | 2                      | —                      | 2020, 2024       |
| Bỉ             | 0              | 1             | 1                      | —                      | 1980             |

|}